# سگارچه
شهر سگارچه (به رومانیایی: Segarcea) در شهرستان دول در کشور رومانی واقع شده‌است. جمعیت این شهر ۸٬۷۰۴ نفر  است.